# Franco Angeli (Regisseur)
Franco Angeli (* 1949 in Rom) ist ein italienischer Filmregisseur.

## Leben
Angeli, der Neffe des gleichnamigen Malers, hatte seine ersten Kontakt mit dem Filmbusiness als Schauspieler in zwei Filmen der 1960er Jahre. Ab 1982 arbeitete er als Regieassistent an zahlreichen Filmen (darunter mehrmals für Ettore Scola sowie für Bernardo Bertolucci), bevor er zunächst 1997 die Regie des zweiten Stabes bei Il mastino und schließlich 2001 die alleinige zu seinem ersten Film La rentrée übernahm. Danach folgten zwei Dokumentarfilme.

## Filmografie
- 2001: La rentrée
- 2002: Lettere dalle Palestina
- 2003: Firenze, il nostro domani